# 第80回日劇學院賞
←第79回 - 第80回 - 第81回→
第80回日劇學院賞，針對2014年1月到3月在日本播出之冬季檔連續劇做出的投票與評比。本季《多謝款待》及《失戀巧克力職人》成為最大贏家。其中《多謝款待》共獲五項獎項，比《失戀巧克力職人》的四項獎項略勝一籌。
本季導演獎競爭激烈，第1名（失戀巧克力職人）到第3名之間僅3票之差；而編劇森下佳子則在最佳編劇獎中獲得壓倒性勝利。

## 最優秀作品賞
1. 多謝款待
2. 失戀巧克力職人
3. 明天，媽媽不在

- 讀者票：1. 失戀巧克力職人；2. 裁判長！肚子餓了！（日语：裁判長っ!おなか空きました!）；3. 多謝款待；4. 我存在的時間；5. 鼠馳江戶（日语：鼠、江戸を疾る）
- 記者票：1. 多謝款待；2. 失戀巧克力職人；3. 明天，媽媽不在；4. S-終極警官；5. 我存在的時間
- 評審票：1. 多謝款待；2. 隱蔽搜查（日语：隠蔽捜査_(テレビドラマ)#TBS.E7.89.88）；3. 明天，媽媽不在；3. 相棒season12；5. 緊急審訊室；5. 謎之轉校生

## 主演男優賞
1. 松本潤（失戀巧克力職人）
2. 三浦春馬（我存在的時間）
3. 杉本哲太（隱蔽搜查）

- 讀者票：1. 松本潤（失戀巧克力職人）；2. 北山宏光（裁判長！肚子餓了！）；3. 三浦春馬（我存在的時間）；4. 向井理（S-終極警官）；5. 瀧澤秀明（鼠馳江戶）
- 記者票：1. 松本潤（失戀巧克力職人）；2. 三浦春馬（我存在的時間）；3.向井理（S-終極警官）；4. 北大路欣也（三個歐吉桑）；5. 山田孝之（黑金丑嶋君2）
- 評審票：1. 三浦春馬（我存在的時間）；2. 杉本哲太（隱蔽搜查）；3. 松本潤（失戀巧克力職人）；4. 本鄉奏多（謎之轉校生）；5. 北大路欣也（三個歐吉桑）；5. 古田新太（隱蔽搜查）

## 主演女優賞
1. 杏（多謝款待）
2. 蘆田愛菜（明天，媽媽不在）
3. 天海祐希（緊急審訊室）

- 讀者票：1. 杏（多謝款待）；2. 蘆田愛菜（明天，媽媽不在）；3. 天海祐希（緊急審訊室）；4. 武井咲（戰力外搜查官）；5. 觀月亞里莎（夜之教師（日语：夜のせんせい））
- 記者票：1. 杏（多謝款待）；2. 蘆田愛菜（明天，媽媽不在）；3. 檀麗（福家警部補的問候）；4. 天海祐希（緊急審訊室）；5. 武井咲（戰力外搜查官）；5. 觀月亞里莎（夜之教師）
- 評審票：1. 杏（多謝款待）；2. 蘆田愛菜（明天，媽媽不在）；3. 天海祐希（緊急審訊室）；4. 剛力彩芽（我討厭的偵探）；5. 足立梨花（大東京玩具箱）

## 助演男優賞
1. 東出昌大（多謝款待）
2. 三上博史（明天，媽媽不在）
3. 綾野剛（S-終極警官）

- 讀者票：1. 佐藤隆太（失戀巧克力職人）；2. 溝端淳平（失戀巧克力職人）；3. 戶次重幸（裁判長！肚子餓了！）；4. 綾野剛（S-終極警官）；5. 東出昌大（多謝款待）
- 記者票：1. 東出昌大（多謝款待）；2. 綾野剛（S-終極警官）；3. TAKAHIRO（戰力外搜查官）；4. 三上博史（明天，媽媽不在）；5.溝端淳平（失戀巧克力職人）
- 評審票：1. 三上博史（明天，媽媽不在）；2. 東出昌大（多謝款待）；3. 和田正人（多謝款待）；4. 安田顯（隱蔽搜查）；5. MICKEY CURTIS（日语：ミッキー・カーチス）（謎之轉校生）

## 助演女優賞
1. 石原里美（失戀巧克力職人）
2. 木村綠子（多謝款待）
3. 水川麻美（失戀巧克力職人）

- 讀者票：1. 石原里美（失戀巧克力職人）；2. 水川麻美（失戀巧克力職人）；3. 多部未華子（我存在的時間）；4. 木村綠子（多謝款待）；5. 忽那汐里（鼠馳江戶）
- 記者票：1. 石原里美（失戀巧克力職人）；2. 木村綠子（多謝款待）；3. 多部未華子（我存在的時間）；4. 水川麻美（失戀巧克力職人）；5. 高畑充希（多謝款待）
- 評審票：1. 木村綠子（多謝款待）；2. 石原里美（失戀巧克力職人）；3. 杉咲花（謎之轉校生）；4. 多部未華子（我存在的時間）；5. 鈴木梨央（明天，媽媽不在）

## 腳本賞
1. 森下佳子（多謝款待）
2. 松田沙也（明天，媽媽不在）
3. 橋部敦子（我存在的時間）

## 主題曲賞
1. 嵐 《Bittersweet》（失戀巧克力職人）
2. 柚子《雨過天睛》（多謝款待）
3. MISIA 《我是天馬座 你是北極星》（S-終極警官）

- 讀者票：1. 嵐《Bittersweet》（失戀巧克力職人）；2.Kis-My-Ft2《モテタイゼ トゥナイト》（裁判長！肚子餓了！）；3. 柚子《雨過天睛》（多謝款待）
- 記者票：1. 柚子《雨過天睛》（多謝款待）；2. 嵐《Bittersweet》（失戀巧克力職人）；3. MISIA 《我是天馬座 你是北極星》（S-終極警官）
- 評審票：1. 柚子《雨過天睛》（多謝款待）；2. 嵐《Bittersweet》（失戀巧克力職人）；3. 東方神起《Hide & Seek》（白色榮光4 ～螺鈿迷宮～（日语：螺鈿迷宮））

## 監督賞
1. 松山博昭、宮木正悟（日语：宮木正悟）、關野宗紀、品田俊介、小原一隆（《失戀巧克力職人》）
2. 木村隆文（日语：木村隆文）、小林大兒、福岡利武、盆子原誠、渡邊哲也（日语：渡辺哲也）、佐佐木善春（《多謝款待》）
3. 平野俊一（日语：平野俊一）、石井康晴（日语：石井康晴）、土井裕泰、渡瀨曉彥《S-終極警官》

## 特別賞
- 《多謝款待》的食物

## 得獎原因
- 關於編劇森下佳子，「本劇一方面以『食和戰爭』為主題進行描述，另一方面展現出出人意料的故事展開，令人不會看到厭倦」、「以女性視角而寫的劇本獲得支持」。
- 關於導演松山博昭等人，「劇中的妄想場景並沒有色情過度，反而應該說能感受到其中的清爽感」。
- 關於《多謝款待》的食物，「在劇中，料理是主人翁的考慮以不同方法和努力以具象形態展現出來的必備品，料理本身也很認真地改進製作出來」、「本劇中，滿載飯團、米糟、柿葉壽司、燒冰等讓人想吃的料理」、「周圍的主婦也對本劇的料理有相當高的評價，本劇食物顧問飯島奈美女士的粉絲觀眾也很多」。